# اولگ پراتاسوف
اولگ پراتاسوف (اوکراینی: Олег Валерійович Протасов؛ زادهٔ ۴ فوریهٔ ۱۹۶۴) بازیکن فوتبال سابق و سرمربی فوتبال اهل اوکراین است.
وی در دهه ۸۰ میلادی به عنوان مهاجم برای تیم ملی فوتبال شوروی بازی می‌کرده است و ۲۹ گل برای این تیم زده‌است. او بعد از اولگ بلوخین، که ۴۲ گل برای این تیم زده‌است، دومین گلزن برتر تاریخ تیم ملی شوروی است.